# 身体拘束
身体拘束（しんたいこうそく、英語: Medical Restraint、医療拘束）とは、患者本人の自傷阻止、看護師や医者等を含む周囲への他害を防ぐために行われる行動制限である。医療拘束とも呼ばれる。

## 概要
医療用拘束具を使った拘束は落下や自傷など患者本人のため、看護師・介護士など従事者らに身体損傷を与えることを防ぐために行われている。阿保順子北海道医療大学特任教授は医療現場にとって医療拘束の存在なくして成り立たない現実と、最小限としたい理想との葛藤があると述べている。看護師や介護士の現場の声として、従事経験無しの人たちに現場で拘束措置と判断された患者らを一週間看護・介護体験してみることを推奨する声を紹介している。
世界保健機関は「精神保健法：10の原則」において、身体的抑制（隔離室や拘束衣など）や、化学的抑制を行う際は、仮に必要と判断された場合でも、以下を条件としなければならない（should）と制定している。
1. 患者と代替手法について、話し合いを継続していくこと
2. 資格を持った医療従事者によって、検査と処方を行うこと
3. 自傷または他害を緊急に回避する必要性があること
4. 定期的な状態観察
5. 抑制の必要性の定期的な再評価。たとえば身体抑制であれば、30分ごとに再評価
6. 厳格に制限された継続時間。たとえば身体抑制では4時間。
7. 診療録への記載

国際連合人権理事会による拷問に関する国連特別報告者の会議や障害者権利条約では、全ての国家に対して、心理社会的障害を持つ者に対する、強制および同意のない介入の絶対的な禁止を、各国に要求している。国際連合人権理事会による拷問に関する国際連合特別報告者の会議では、すべての国家に対して、心理社会的障害または知的障害を持つ者に対する強制、および同意のない介入の絶対的な禁止を要求し、拘束や独居監禁も禁止されるべき介入の対象に含めている。
日本では、2000年に、高齢者の自立を支援することを目的とした介護保険法による介護保険制度が開始され、高齢者の介護施設での身体拘束が禁止された。厚生省令で基準で、指定介護老人福祉施設は、そのサービスの提供にあたり、生命や身体を保護するため緊急やむをえない場合以外の身体拘束は、行ってはならない。
精神科医療においては精神保健福祉法第36条の規定にて
1. 精神科病院の管理者は、入院中の者につき、その医療又は保護に欠くことのできない限度において、その行動について必要な制限を行うことができる。
2. 精神科病院の管理者は、前項の規定にかかわらず、信書の発受の制限、都道府県その他の行政機関の職員との面会の制限その他の行動の制限であつて、厚生労働大臣があらかじめ社会保障審議会の意見を聴いて定める行動の制限については、これを行うことができない。
3. 第一項の規定による行動の制限のうち、厚生労働大臣があらかじめ社会保障審議会の意見を聴いて定める患者の隔離その他の行動の制限は、指定医が必要と認める場合でなければ行うことができない。

第37条にて
1. 厚生労働大臣は、前条に定めるもののほか、精神科病院に入院中の者の処遇について必要な基準を定めることができる。
2. 前項の基準が定められたときは、精神科病院の管理者は、その基準を遵守しなければならない。
3. 厚生労働大臣は、第一項の基準を定めようとするときは、あらかじめ、社会保障審議会の意見を聴かなければならない。

と定められている。
なお第37条において、厚生労働省では基準として
切迫性
利用者本人又は他の利用者等の生命、身体、権利が危険にさらされる可能性が著しく高いこと。
非代替性
身体的拘束その他の行動制限を行う以外に、代替する方法がないこと。
一時性
身体的拘束その他の行動制限が、一時的なものであること。
を定めている。
精神保健福祉法において、身体的拘束は、措置入院、緊急措置入院、応急入院、医療保護入院の患者に対して行うことが想定されているが、任意入院患者に行うこともできる（退院制限がされている必要もない。ただし現実には、拘束を要する状態であり、かつ、任意入院に同意する能力があって退院を要求しない状態であるのは例外的であろう）。なお、医療観察法の入院では、別に基準が定められている。
身体拘束に関連する傷害に関するシステマティック・レビューは、12の観測研究からし、身体拘束が死亡、転倒、傷害の重傷度、入院期間を延長させるリスクを高めることをした。

## 是非
前述のように、身体拘束は、精神保健指定医の診察を受けた上で指示を受けた上で実施する必要があるが、実際は、指示を受けないまま、身体拘束が過剰に実施されたとされる事例もある。
1990年代にイギリスでは、患者を鎮静させる目的で拘束された患者へ抗精神病薬の大量投与が筋肉注射で行われたため、死亡する可能性が発覚し、全ての集中治療室 (ICU) において、緊急時の鎮静のためのプロトコルが作成された。第一選択薬の傾向はロラゼパムであり、鎮静作用のある非定型抗精神病薬は、循環器の副作用のため適さないと考えられている。
2008年には大阪府貝塚市の精神科病院で男性患者が身体拘束が原因で死亡し、拘束したとされる看護師が業務上過失致死容疑で逮捕される事件が発生した。死亡患者の遺族は、医師と看護師が巡回を怠った注意義務違反が死亡事故の原因として、病院を相手に約1億1000万円の損害賠償を求める訴訟を大阪地裁に起こした。この事件は当初、報告書では同病院の精神保健指定医である理事長の指示のもとで拘束を行ったとされていたが、実際には指示なく行われていたことがのちに発覚した。
厚生労働省が調査した統計によれば、日本の精神科病院で、身体をベッドにくくりつけられたり、拘束具で縛ったり、保護室に収容される身体拘束をされた患者数は、2014年（平成26年）6月30日の時点で1万682人である。そのうち医療保護入院は8,977人、都道府県知事らが決める措置入院は232人だった。都道府県別では北海道1,067人、東京都1,035人、千葉県が888人である。施錠された保護室への隔離は、1万94人で、医療保護入院患者8,377人、措置入院患者549人である。
2017年には神奈川県横浜市に住んでいたニュージーランド国籍の男性が患っていた双極性障害の症状で精神科病院に搬送され、身体拘束を受け、のちに死亡する事案が発生した。。
2016年には精神科病院に入院中の男性統合失調症患者が精神保健指定医の判断のもとで行われた身体拘束によるエコノミー症候群で死亡した。家族が病院に損害賠償を求めた訴訟で、1審金沢地裁判決は医師の裁量を認めて違法ではないと病院側の主張を認めたが、2審判決は、身体的拘束を命じた精神保健指定医の判断は裁量を逸脱していたとして、患者の死亡結果に対して全責任を負うとして慰謝料等の支払いを命じた。2021年10月、最高裁は病院側の上告を退け、約3500万円の支払いを認めた2審名古屋高裁金沢支部判決が確定した。精神保健指定医による身体拘束の判断が違法とされたのは初めてのことだったため、民間の1186の精神科病院でつくられる公益社団法人「日本精神科病院協会」は2021年11月26日に記者会見を開き、「判決は到底容認できない」「患者の安全を確保しつつ、適切な治療のために必要」などとする声明を発表した。加盟する精神科病院からは「身体拘束をためらってしまうことで、拘束が必要な患者を今後は受け入れられない」とする声が上がった。